# Список втрачених природоохоронних територій Миколаївської області

## Заказники
| Назва та категорія              | Розташування                                                                    | Рішення про оголошення                                                     | Рішення про скасування                                                          | Опис |
| ------------------------------- | ------------------------------------------------------------------------------- | -------------------------------------------------------------------------- | ------------------------------------------------------------------------------- | --- |
| Актове геологічний              | Від с. Актове Вознесенського району до с. Петропавлівка Братського району       | Рішення Миколаївського облвиконкому від 23.10.1984 року № 448              | Рішення Миколаївської обласної ради від 23.12.1999 року № 5                     | Актівський каньйон на річці Мертвовод. Площа - 1000 га. Причина скасування - входження до регіонального ландшафтного парку "Гранітно-Степове Побужжя" |
| Балка очеретяна ландшафтний     | Первомайський р-н, землі Мигійського радгоспу-технікуму                         | Рішення Миколаївської обласної ради народних депутатів від 18.03.1994 № 20 | Рішення Миколаївської обласної ради народних депутатів від 28.04.1995 № 10      | Площа - 50 га. Причина скасування - входження до регіонального ландшафтного парку "Гранітно-Степове Побужжя"                                          |
| Єланецький ландшафтний          | Радгосп «Червона Україна» Вознесенське лісництво, с. Калинівка та Водяне-Лоріне | Рішення Миколаївського облвиконкому від 23.10.1984 року № 448              |                                                                                 | Площа — 976 га. Статус скасовано у зв'язку із входженням території до природного заповідника «Єланецький степ».                                       |
| Покровка ботанічний             | На території Очаківського лісомисливського господарства.                        | Рішення Миколаївського облвиконкому від 21.07.1972 року № 391              | Рішення Миколаївської обласної ради народних депутатів від 12.03.1993 року № 11 | Площа — 22,6 га. Статус скасовано з формулюванням «втратив статус по природним причинам».                                                             |
| Ягорлицька затока гідрологічний | Ягорлицька затока                                                               | Рішення Миколаївського облвиконкому від 21.07.1972 року № 391              |                                                                                 | Входить до буферної зони Чорноморського біосферного заповідника. Ймовірний збіг з орнітологічним заказником загальнодержавного значення Ягорлицький.  |

## Заповідні урочища
| Назва та категорія | Розташування                            | Рішення про оголошення                                        | Рішення про скасування                                                           | Опис                                                  |
| ------------------ | --------------------------------------- | ------------------------------------------------------------- | -------------------------------------------------------------------------------- | ----------------------------------------------------- |
| Дубове насадження  | Вознесенський р-н, станція Мартинівська | Рішення Миколаївського облвиконкому від 26.12.1978 року № 625 | Рішенням Миколаївської обласної ради народних депутатів від 12.03.1993 року № 11 | Площа - 5 га, статус скасовано без зазначення причини |

## Пам'ятки природи
| Назва та категорія                             | Розташування                                                               | Рішення про оголошення                                                                     | Рішення про скасування                                                            | Опис |
| ---------------------------------------------- | -------------------------------------------------------------------------- | ------------------------------------------------------------------------------------------ | --------------------------------------------------------------------------------- | --- |
| Урочище Андріївський ліс                       | околиці с. Андріївка                                                       | Рішення виконкому Миколаївської обласної ради депутатів трудящих від 25.12.1976 № 668      | Рішення виконкому Миколаївської обласної ради депутатів № 623 від 25.12.1972 року | Площа - 100 га |
| Виступи гранітів поблизу с. Петропавлівка      | Вознесенський р-н, с. Петропавлівка                                        | Рішення виконкому Миколаївської обласної ради депутатів трудящих від 22.09.1977 № 685      | Рішення Миколаївського облвиконкому від 23.10.1984 року № 448                     | Виходи граніту вздовж р. Мертвовод. Площа 5 га, Знаходиться в межах НПП «Бузький Гард».                                                                                                   |
| Виступи граніту в с. Актове на річці Арбузинка | Вознесенський р-н, біля с. Актове                                          | Рішення Миколаївського облвиконкому від 21.07.1972 № 391                                   | Рішення Миколаївського облвиконкому від 23.10.1984 року № 448                     | Виступи граніту в с. Актове на річці Арбузинка включені до заказника «Актове» (деякі скелі сягають 30 метрів заввишки). Площа 5 га, Знаходиться в межах НПП «Бузький Гард».               |
| Виступи граніту в с. Актове на річці Мертвовод | Вознесенський р-н, (радгосп ім. Докучаєва).                                | Рішення виконкому Миколаївської обласної ради депутатів трудящих від 13.09.1983 № 394      | Рішення Миколаївського облвиконкому від 23.10.1984 року № 448                     | Виступи граніту в с. Актове на річці Мертвовод включено до заказника «Актове». Площа 5 га, Знаходиться в межах НПП «Бузький Гард».                                                        |
| «Дуб» (в урочищі Василева Пасіка)              | У межах державного заповідного урочища «Василева Пасіка».                  | Рішення виконкому Миколаївської обласної ради депутатів трудящих від 20.12.1976 року № 668 |                                                                                   | Площа — 0,01 га. Дерево живе, але великі гілки відпадають. Знаходиться в межах НПП «Бузький Гард».                                                                                        |
| Кільченська бухта                              | Березанський р-н, с. Матиясове                                             | Рішення виконкому Миколаївської обласної ради депутатів трудящих від 25.12.1979 № 623      | Рішення Миколаївського облвиконкому від 23.10.1984 року № 448                     | Площа - 120 га. До 1941 р. входила до складу Кільченського заповідника. Причина скасування: пересихання та пов’язана з ним зміна берегової лінії, гідрологічного та біологічного режимів. |
| Джерело підземної води                         | Вознесенський р-н, с. Новогригорівка.                                      | Рішення Миколаївського облвиконкому від 21.07.1972 № 391                                   | Рішення Миколаївського облвиконкому від 23.10.1984 року № 448                     | Площа — 0,01 га. Причина скасування: не відповідає чинній класифікації. |
| Колонія берегових ластівок                     | Вознесенський р-н, с. Бузьке, Олександрівський каменеподрібнювальний завод | Рішення Миколаївського облвиконкому від 21.07.1972 № 391                                   | Рішенням Миколаївської обласної ради народних депутатів від 12.03.1993 року № 11  | Площа — 0,6 га. Статус скасовано через втрату цінності з природних причин. |
| Колонія сірих чапель                           | Вознесенський р-н, с. Трикрати, урочище «Василева пасіка»                  | Рішення виконкому Миколаївської обласної ради депутатів трудящих від 20.112.1976 № 668     | Рішення Миколаївської обласної ради від 23.12.1999 № 5                            | Площа — 0,1 га. Статус скасовано у зв'язку з розширенням РЛП «Гранітно-степове Побужжя». Знаходиться в межах НПП «Бузький Гард».                                                          |
| Чотири тополі                                  | На вул. Дачній на околиці м. Первомайськ на в'їзді в НПП «Бузький Гард»    | Рішення Миколаївського облвиконкому від 21.07.1972 № 391                                   | Інформація відсутня                                                               | Площа — 0,1 га. Фактично на місцевості залишилось дві тополі. |
| Сквер суднобудівників                          | М. Миколаїв, вул. Дунаєва і Декабристів                                    | Рішення виконкому Миколаївської обласної ради депутатів трудящих від 25.12.1975 № 724.     | Рішення Миколаївського облвиконкому від 23.10.1984 року № 448                     | Площа — 1 га. На території скверу створене дитяче містечко «Казка». |